# Brucepattersonius iheringi
El hocicudo enano (Brucepattersonius iheringi) es una especie de roedor del género Brucepattersonius de la familia Cricetidae. Habita en el nordeste del Cono Sur de Sudamérica.

## Taxonomía
Esta especie fue descrita originalmente en el año 1896 por el zoólogo británico Oldfield Thomas.
Localidad tipo
La localidad tipo referida es: “río dos Linos, Taquara do Mundo Novo, Río Grande del Sur, Brasil”.
Etimología
El término específico es un epónimo que refiere al apellido de a quien fue dedicada, el zoólogo y paleontólogo alemán (nacionalizado brasileño) Hermann von Ihering.

## Distribución y hábitat
Esta especie es endémica de la selva atlántica o paranaense del centro-este de Sudamérica. Se distribuye en el sudeste de Brasil, en los estados de Santa Catarina y Río Grande del Sur, y en la provincia de Misiones, nordeste de la Argentina.

## Conservación
Según la organización internacional dedicada a la conservación de los recursos naturales Unión Internacional para la Conservación de la Naturaleza (IUCN), al poseer una amplia distribución, mantener poblaciones muy comunes y vivir tanto en selvas como en capueras y áreas de cultivo, la clasificó como una especie bajo “preocupación menor” en su obra: Lista Roja de Especies Amenazadas.